# Phare de Mine Head
Le phare de Mine Head est un phare situé dans le petit village de Old Parish (en), en mer Celtique, dans le comté de Waterford (Irlande). Il se dresse au sommet de falaises escarpées au-dessus de la mer Celtique.
Il est géré par les Commissioners of Irish Lights.

## Histoire
Le phare a été construit en 1851. Il est situé sur un promontoire à environ 25 km de Dungarvan. C'est une tour cylindrique en grès de 22 m peinte en blanc, avec lanterne et galerie, avec une bande noire horizontale à mi-hauteur. Les deux maisons des gardiens ont été construites à proximité et le terrain est entouré d'un mur de pierre.
Il émettait sa lumière à 45 km jusqu'en 2003. Il a été électrifié en 1964 et est devenu totalement autonome en 1973.
Sa conversion à l'énergie solaire a réduit sa portée à 32 km.
Maintenant il émet quatre flashs blancs rapides, toutes les 20 secondes.
Il est le plus haut phare d'Irlande, son feu étant à 87 m au-dessus du niveau de la mer. Il est accessible par la route. Le site ouvert, la tour s'est fermée[pas clair].